# Јапанци у Републици Српској
Јапанци у Републици Српској (јап. スルプスカ共和国の日本人) су грађани јапанског поријекла и јапанске етничке припадности, који живе и раде на територији Републике Српске. Јапанци су на просторе Републике Српске почели да долазе у времену Социјалистичке Југославије, бавећи се разним професијама. Крајем 20. вијека и почетком 21. вијека забиљежен је спорадичан долазак припадника овог народа на простор Републике Српске.
Јапанци немају статус службене националне мањине у Републици Српској, а сходно томе немају представнике и делегате у Вијећу народа Републике Српске, Савјету националних мањина и Савезу националних мањина.

## Историјат
Током Одбрамбено-отаџбинског рата, одређен број Јапанаца се борио у Редовима Војске Републике Српске.
Одређен број Јапанаца стигао је у Републику Српску у годинама током друге деценије 21. вијека, када су покретали приватне послове. Неколико припадника овог народа је на крајњем југу Српске, у граду Требињу покренуло, а у оквиру Пројекта за развој међународног туристичког коридора Херцеговине, који проводи Међународна развојна агенција „Џајка“ из Јапана, у сарадњи са њиховом Владом, градњу туристичког информативног и дегустационог пункта на Тулима, којим ће се промовисати и требињски туризам, а и јапанска култура. Јапанска амбасада у БиХ је годинама спроводила активности за помоћ развоја села у Рогатици, Братунцу и Сребреници. Овим поводом је у Републици Српској више пута боравио Миоши Хироки, задужен за међународну сарадњу Јапана.
На факултетима у Републици Српској, школује се одређен број студената из Јапана. Приликом боравка у Републици Српској, млади јапански студенти се упознају са српским обичајима и културом.
Фудбалски клуб Славија из Источног Сарајева представља спортски колектив у коме је своју срећу окушало неколико јапанских фудалера. Током премијерлигашког такмичења јапански фудбалера су често боравила у Источном Сарајеву, играјући за локални фудбалски клуб.

## Религија
Јапанци у Републици Српској, као и већина њихових сународника, у матичној земљи, као и широм свијета су припадници махајана религије (будизам у Јапану), шинтоизма, у мањем броју јапанске нове религије, хришћанства и осталих религија.

## Култура
Припадници јапанског народа у Републици Српској, труде се да кроз своје активности задрже традионални начин живота, обичаје, културу и кухињу као у матичној земљи.
Дух Јапана у Републици Српској је најприсутнији у њеном највећем граду, Бањалуци, гдје се редовно одржавају манифестације на којима се промовише јапанска култура. Једна од таквих менифестација је традиционално „Вече нанбудо спорта и јапанске културе”, које се сваке године одржава у Бањалуци. На овој манифестацији  се предтављају традиционални јапански плесови, док се поред тога одржавају предавања о јапанској историји и култури. Манифестација је отвореног типа и има за циљ промовисање нанбудоа као вјештине борења, унутрашње равнотеже и здравља појединца. Ова манифестација се организује у склопу активности Нанбудо центра Бањалука. Ова манифестација се одржава сваке године у граду на Врбасу.
Друга манифестација на којој се промовише јапанска култура и традиција, се такође одржава у Бањалуци и назива се „Фестивал јапанске трешње”. Једна од честих украсних садница широм Републике Српске јесте и јапанска трешња, која краси иулице Бањалуке, што контролишу стручњаци који из Јапана редовно долазе у Републику Српску.
У Републици Српској је монгуће изучавање јапанског језика, што омогућавају домаћи језички центри.

## Удружења
У Републици Српској, не постоји ни једно удружење, које окупља припаднике јапанског народа, док је активно неколико неформалних група као поштоваоци јапанске, историје и културе. Једно од таквих удружења је Нанбудо центар Бањалука, чије активности имају за циљ промоцију ове борилачке вјештине, као и приближавање јапанске културе народу у Републици Српској.

## Распрострањеност
По попису становништва 2013. у Босни и Херцеговини, а према подацима које је издала Агенција за статистику Босне и Херцеговине у Републици Српској је живјело 10 Јапанаца.

## Значајне личности
- Јон Фон Лу, добровољац у редовима Војске Републике Српске, који је рањен крајем 1994. на Игману, након чега се вратио у Кобе на лијечење.[1]
- Кебин Кентаро Рајбхандари , фудбалер који је играо за источносарајевски фудбалски клуб Славију.[6]
- Мацушито Микио , инжињер који је радио и боравио у Бањалуци од 1968. до 1970. године.[14]
- Отани Соума , фудбалер који је играо за источносарајевски фудбалски клуб Славију.[15]
- Танака Шоићиро , фудбалер који је играо за источносарајевски фудбалски клуб Славију.[16]
- Хиронори Сугијама , јапански научник, који се школовао на бањолучком универзитету.[4]